# Erymanthos
Erymanthos (griechisch Ερύμανθος; auch Olonos Ωλονός oder Olenos Ωλενός) ist ein Bergmassiv im Nordwesten der griechischen Halbinsel Peloponnes mit einer maximalen Höhe von 2224 m. Es ist das westlichste der Bergmassive mit Höhen über 2000 m im Norden des Peloponnes und der vierthöchste Berg der Halbinsel.
Der Hauptkamm des Bergmassivs hat einen Längsdurchmesser von Nordosten nach Südwesten. Das von ihm umschlossene Gebiet liegt in der Region Westgriechenland und erstreckt sich über die Regionalbezirke Achaia im Norden und Elis im Süden. Im Norden des Erymanthos liegt das Massiv des Panetoliko, im Nordosten und Osten der Aroania, im Süden der Pinovouni und im Südosten der Menalo. Nach Westen und Nordwesten hin fallen die Höhen der Erymanthos sanft zum Meer ab. Die Grenze zwischen Erymanthos-Massiv und den Bergen des Zentralpeloponnes bildet der Verlauf des Flusses Ladonas. Der westlich davon verlaufende Fluss Erymanthos kommt aus der Süd- und Ostflanke des Erymanthos und mündet in den Alfios. Dieser begrenzt das Erymanthos-Massiv nach Süden und Südwesten hin. Westlich der Quelle des Flusses Erymanthos entspringt der Fluss Pinios, welcher nach Westen zum Ionischen Meer fließt. In den westlichen Ausläufern des Erymanthos findet sich auch der Pinios-Stausee. Zum Panachaiko nach Norden hin wird der Erymanthos vom Verlauf des Flusses Glafkos getrennt. Nach Nordosten und Osten verläuft die Trennlinie zwischen Erymanthos und Aroania durch das Tal des Flusses Vouraikos.
Das Erymanthos-Massiv weist viele eigenständig benannte und vermessene Gipfelpunkte auf. Vier Gipfelpunkte liegen dabei über 2000 m Höhe: Olonos (Ωλονός, 2224 m), Mougila (Μουγγίλα, 2169 m), Profitis Ilias (Προφήτης Ηλίας, 2124 m) und Pyrgakos (Πυργάκος, 2050 m). Nach Osten dehnt sich der Erymanthos mit seinen Gipfeln Kallifoni (Καλλιφώνι) und Lambio (Λάμπειο) aus, welche eine Verbindung zum Aroania herstellen. Weitere Gipfelpunkte sind Neraidovouni (Νεραϊδοβούνι, 1923 m), Psili Tourla (ψηλή τούρλα, 1891 m), Lepida (Λεπίδα, 1541 m), Melissovouni (Μελισσοβούνι, 1464 m) und Agios Athanasios (Άγιος Αθανάσιος, 1219 m).
Flüsse mit Ursprung im Erymanthos-Massiv neben den bereits genannten sind der Selinous, Piros und Parapiros.
In der griechischen Mythologie soll hier der nach dem Gebirge benannte erymanthische Eber gelebt haben. Um dem Wüten des Ebers Einhalt zu gebieten, wurde Herakles mit der Aufgabe betraut, ihn lebendig zu fangen und nach Mykene zu bringen.
Das Erymanthos-Massiv steht in Teilen unter dem Schutz des Natura-2000-Programms.